# Richard Abel

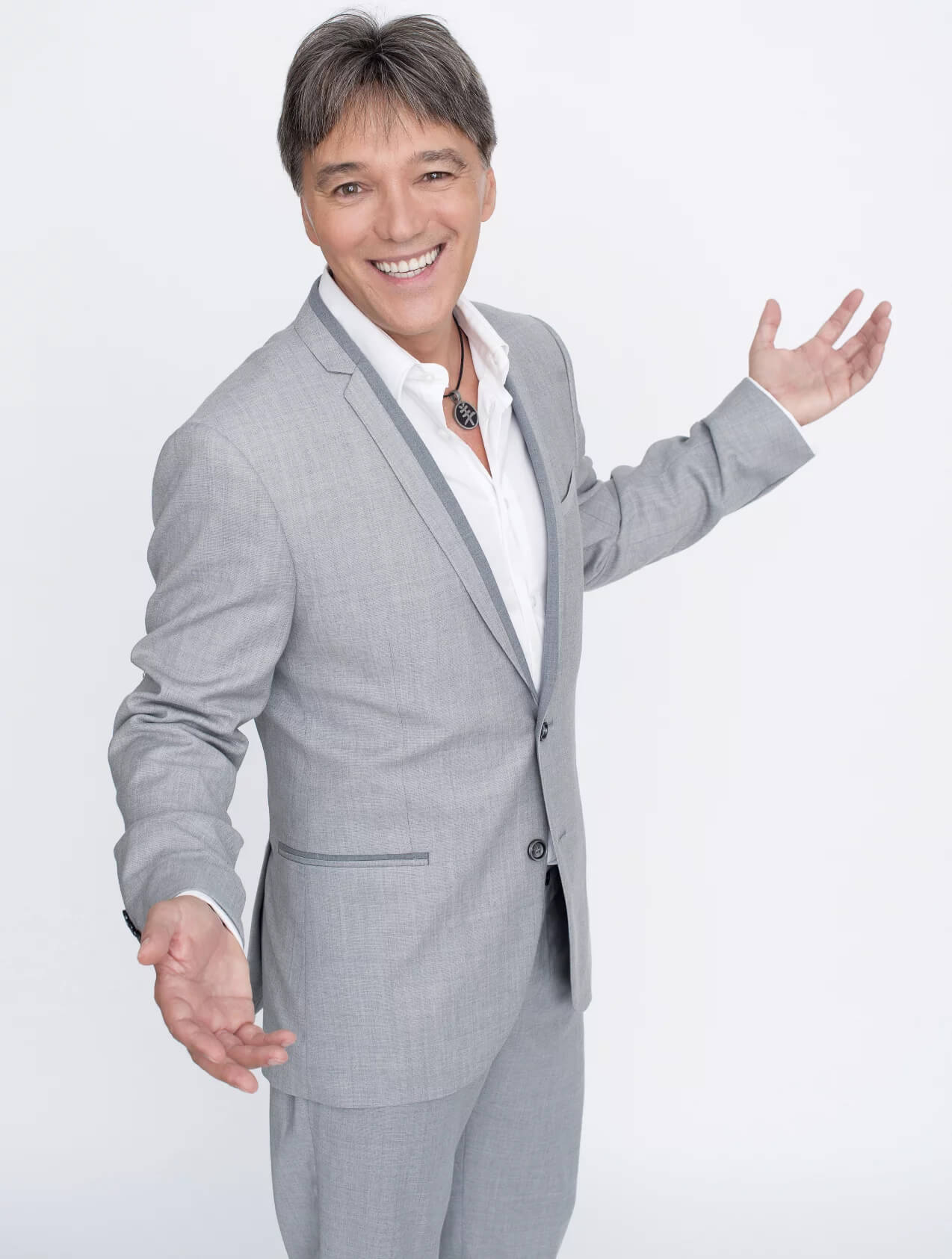

Richard Abel (sinh năm 1955) là một nhạc sĩ và nghệ sĩ dương cầm người Canada. Ông đã được đề cử cho giải thưởng Juno award ba lần.

## Cuộc đời sớm
Con trai của một tài xế taxi, người sau này trở thành một thợ thủ công, Richard Abel đến từ một gia đình rất khiêm tốn. Sự thích thú với âm nhạc và dương cầm đến từ người mẹ của ông. Ông bắt đầu chơi theo tai khi còn là một đứa trẻ, nhưng không học dương cầm cho đến khi ông 14 tuổi với các ni cô.
Kinh nghiệm biểu diễn đầu tiên của ông trước khán giả là vào các ngày Chủ Nhật tại nhà thờ Marie-Reine-des-Cœurs  ở Montreal, trong những gì được gọi là các lễ trình diễn nhịp điệu (còn được gọi là "gogo masses"). Ông đã làm điều này trong hai năm và ông nói rằng cũng tại nhà thờ này, ông trình diễn buổi biểu diễn solo đầu tiên của mình khi 18 tuổi.
Sau đó, ông học nhạc tại École normale de musique  ở Westmount và tại Cégep de Saint-Laurent  ở Montreal, với Armas Maiste, nghệ sĩ dương cầm của Dàn nhạc giao hưởng Montreal. Để trang trải cho việc học, ông trở thành một nghệ sĩ dương cầm accompanist tại trường hát nổi tiếng của Roger Larivière, người cũng là giáo viên của Ginette Reno.

## Sự nghiệp
Richard Abel bắt đầu sự nghiệp chuyên nghiệp đầu tiên của mình là vai trò nghệ sĩ dương cầm và nhạc trưởng cho ca sĩ Quebec Michel Louvain. Sau đó, ông đồng hành cùng cặp đôi hài Ti-Gus et Ti-Mousse (Réal Béland - cha, Ti-gus và Denyse Émond,, điều này cho phép ông trở thành một nghệ sĩ dương cầm nổi tiếng bằng cách cho phép ông biểu diễn nhiều solo trong các buổi biểu diễn của họ. Sau đó, ông tham gia vào sân khấu âm nhạc trong các buổi hòa nhạc nổi tiếng của nghệ sĩ Guilda. Richard Abel cho rằng sân khấu âm nhạc đã giúp ông học hỏi nhiều nhất. Ông phải học cách múa bước (thậm chí ông nhận được bằng cấp cấp ba từ Trường Al Gilbert ở New York City vào năm 1983), hát, diễn xuất, thay đổi trang phục nhanh chóng và quan trọng nhất là thu hút sự chú ý của khán giả.
Ngoài ra, ông cũng đã đồng hành cùng nghệ sĩ Alys Robi và các nghệ sĩ nổi tiếng khác, giúp ông biểu diễn tại nhiều khách sạn lớn và quán piano tại tỉnh Quebec. Ông đã gặp nghệ sĩ dương cầm người Mỹ Liberace ba lần, ảnh hưởng của Liberace đã ảnh hưởng lớn đến sự nghiệp của ông, đặc biệt là trong việc chọn bản nhạc và một số kỹ thuật biểu diễn. Tuy nhiên, Richard Abel khẳng định ông không bao giờ bắt chước Liberace. Ông cho rằng khác với Liberace, ông không mặc trang phục, trừ khi khái niệm chương trình yêu cầu, như trong buổi biểu diễn kiểu Viên - Elegancia của mình.
Ông đã ghi âm đĩa đầu tiên của mình, một đĩa vinyl 45 vòng/phút hoặc đĩa đơn, vào năm 1980 bao gồm hai tác phẩm Clin d'œil (tiếng Pháp có nghĩa là nháy mắt) và Thaïs. Tuy nhiên, chỉ khi ra mắt album đầu tiên của mình (Enfin - nghĩa là Cuối cùng, năm 1988) thì sự nghiệp của ông dưới vai trò nghệ sĩ solo mới thực sự bắt đầu phát triển. Mặc dù vậy, sự nghiệp của ông ít được tiết lộ trên phương tiện truyền thông chínhstream, thu nhập của ông khiêm tốn và Richard Abel phải đối mặt với khó khăn trong việc kiếm đủ sống. Ông đã tổ chức các chuyến lưu diễn quảng cáo để quảng bá âm nhạc của mình. Ông đã thực hiện các chuyến lưu diễn quảng cáo tại các trung tâm thương mại ở tỉnh Quebec, tăng doanh số bán đĩa và lòng trung thành của khán giả.
Ông đã tổ chức một buổi hòa nhạc riêng tư dành cho Hoàng tử Philip, Công tước Edinburgh, tham gia các bữa tiệc tiếp khách quốc gia (Jeanne Sauvé, Tổng thống Costa Rica, Tổng thống Iceland) và thậm chí đã đóng góp vào nhạc nền của loạt phim truyền hình He Shoots, He Scores. Ông cũng đã thực hiện hai chuyến lưu diễn đi khắp Canada cùng với Dàn nhạc Glenn Miller.
Album Mélodies của ông đã được đề cử cho Album của năm cho âm nhạc nhạc cụ tại Lễ trao giải ADISQ năm 1991. Năm 1992, album Giáng sinh đầu tiên của ông, Noël au piano (nghĩa là Giáng sinh trên piano), đã giúp ông giành được giải Félix Award đầu tiên của ADISQ cho Album nhạc cụ của năm. Album Instrumental Memories năm 1993 và album Pour le Plaisir/Just for fun năm 1995 của ông cũng đều được đề cử cho giải Félix cho Album nhạc cụ của năm. Pour le Plaisir/Just for fun đã được chứng nhận Bạch kim tại Canada vào năm 1996 với hơn 100.000 bản bán ra.
Vào ngày 3 tháng 1 năm 1996, ông đã trúng vé số, Lotto 6/49, với một vé mà ông mua cùng cha mình. Phần thưởng của ông là 714.000 đô la. Richard Abel khẳng định rằng việc trúng xổ số này không có liên quan gì đến sự thành công về doanh số bán của album Pour le plaisir/Just for fun.
Trái với tin đồn, Richard Abel chưa bao giờ trúng giải xổ số lần thứ hai. Câu chuyện này chỉ là một trò đùa vào ngày 1 tháng 4 năm 1997 được khởi xướng bởi nhà báo Jean-Paul Sylvain của báo Journal de Montréal.
Richard Abel giành giải Félix thứ hai cho Album nhạc cụ của năm với Pour le plaisir, just for fun vol. 2. Album này đã đạt được chứng nhận Vàng vào năm 1997 với 50.000 bản bán ra tại Canada.
Năm 2000, ông ghi âm một album, Inspiration Classique (nghĩa là Cảm hứng Cổ điển), cùng với Prague Philharmonic Orchestra (Dàn nhạc giao hưởng Prague). Bản thu này đã được chứng nhận Bạch kim và giúp ông giành được giải Félix thứ ba cho album nhạc cụ xuất sắc nhất tại Lễ trao giải ADISQ.
Romance (2001) và Élegancia (2006) đều giúp ông được đề cử cho giải Félix cho Album nhạc cụ của năm.
Sau đó, ông trình diễn tại các sân khấu lớn hơn tại Québec, bao gồm La salle Wilfrid-Pelletier vào các năm 2001, 2004, 2006 và 2008, làm phần mở màn hoặc trong một chương trình và là một nghệ sĩ solo tại Théâtre Maisonneuve tại Place des Arts vào năm 1986, và năm 2015 như một phần mở màn. Ông đã biểu diễn tại Bell Centre năm 2005 và Place Bell năm 2017.
Năm 2005, ông ghi âm một album Hommage aux compositeurs canadiens et québécois (tạm dịch là Tưởng nhớ các nhà soạn nhạc Canada và Québec) cho Reader's Digest World tại Brussels (Bỉ), album này đã giành giải Félix cho Album nhạc cụ của năm.
Năm 2006, với tư cách là người phát ngôn cho Hiệp hội Bại não, ông đã tổ chức một buổi diễn tại Paris tại phòng UNESCO. Ông cũng đã tổ chức một buổi hòa nhạc khác tại Lyon tại Bourse du travail trước 2000 khán giả, cùng với Nanette Workman, Martin Deschamps và Yves Duteil.
Ông giành giải Félix khác cho Album nhạc cụ của năm với album Noël, Christmas, Navidad, Weihnachten, Natale, Kerstmis, Jul năm 2008. Ông đã ghi âm một chương trình truyền hình có tên Elegancia, được phát sóng trên PBS vào năm 2009.
Nhờ lời mời từ các tổ chức từ thiện, bao gồm Atmavishwas, Richard Abel đã thực hiện 4 chuyến lưu diễn tại Ấn Độ vào các năm 2011, 2012, 2014 và 2019.
Vào tháng 11 năm 2016, ông đã xuất bản cuốn hồi ký của mình, Richard Abel: mon histoire en noir et blanc. Cuốn sách này đã có hơn 5000 bản bán ra và được coi là một cuốn sách bán chạy ở Québec.
Trong suốt sự nghiệp của mình, Richard Abel đã bán được hơn một triệu album và DVD.

## Các giải thưởng
Richard Abel đã được đề cử cho giải Juno Award cho nghệ sĩ nhạc cụ tốt nhất vào năm 1996 và 1997 và cho album nhạc cụ tốt nhất vào năm 2002. Ngoài ra, Abel cũng đã giành được năm giải Felix Award.